# Condición de frontera de Dirichlet
En matemáticas, la condición de frontera de Dirichlet (o de primer tipo) es un tipo de condición de frontera o contorno, denominado así en honor a Johann Peter Gustav Lejeune Dirichlet (1805-1859), cuando en una ecuación diferencial ordinaria o una en derivadas parciales, se le especifican los valores de la solución que necesita la frontera del dominio. La cuestión de hallar las soluciones a esas ecuaciones con esta condición se le conoce como problema de Dirichlet.

## Ejemplos

### Ecuaciones diferenciales ordinarias
En caso de una ecuación diferencial ordinaria tal como:
{\displaystyle {\frac {d^{2}y}{dx^{2}}}+3y=1}
sobre el intervalo [0,1], las condiciones de frontera de Dirichlet toman la forma:
{\displaystyle {\begin{cases}y(0)=\alpha _{1}\,\\y(1)=\alpha _{2}\,\end{cases}}}
donde {\displaystyle \alpha _{1}} y {\displaystyle \alpha _{2}} son números dados.

### Ecuaciones diferenciales en derivadas parciales
Para una ecuación diferencial en derivadas parciales sobre un dominio Ω⊂ℝⁿ tal como:
{\displaystyle \nabla ^{2}y+y=0\,}
donde ∇² es el laplaciano, las condiciones de frontera de Dirichlet toman la forma:
{\displaystyle y(x)=f(x)\quad \forall x\in \partial \Omega }
donde f es una función conocida definida sobre ∂Ω.

### Aplicaciones
Los siguientes ejemplos pueden considerarse como condiciones de frontera de Dirichlet:
- En ingeniería mecánica y civil (curva elástica), donde un extremo de una viga está fija en el espacio.
- En termodinámica, donde una superficie tiene una temperatura fija.
- En electrostática, donde un nodo de un circuito tiene un voltaje fijo o constante.
- En fluidodinámica, la condición de no deslizamiento para fluidos viscosos establece que en una frontera sólida, el fluido tendrá velocidad relativa nula.

## Otras condiciones de frontera
Las condiciones de frontera de Dirichlet son quizás las más fáciles de entender sin embargo hay otros tipos de condiciones posibles. Por ejemplo, están las condiciones de frontera de Cauchy o las mixtas que son una combinación de las condiciones de Dirichlet y las de Neumann.